# Cámara de Senadores de Bolivia
La Cámara de Senadores del Estado Plurinacional de Bolivia es la cámara alta de la Asamblea Legislativa Plurinacional de Bolivia. La composición y los poderes del Senado están establecidos en la Constitución Política del Estado y demás que determinen las leyes bolivianas. El Senado es el órgano legislativo del país, donde cada Senador representa los intereses de su Departamento. La sala de sesiones se encuentra en el nuevo edificio de la Asamblea Legislativa Plurinacional en La Paz.

## Requisitos para acceder al cargo
La Constitución de 2009 establece que para ser Diputado y senador en la Asamblea Legislativa Plurinacional, el candidato ha de cumplir con las condiciones de acceso al servicio público, tener la edad de dieciocho años al momento de la elección y haber residido dos años antes de la elección en su circunscripción.

## Senadores

### Composición
La Cámara de Senadores se compone de treinta y seis miembros, siendo elegidos cuatro por cada departamento del país. Su mandato es de cinco años, con derecho a ser reelegidos una sola vez de manera continua. 

## Lista de senadores

### Composición original
| Afiliación | Afiliación               | Miembros | Miembros |
| ---------- | ------------------------ | -------- | -------- |
|            | Movimiento al Socialismo | 21       | 0        |
|            | Comunidad Ciudadana      | 11       | 3        |
|            | Creemos                  | 4        | Nuevo    |
| Total      | Total                    | 36       | 36       |

### Composición actual
| Afiliación | Afiliación                          | Miembros | Miembros |
| ---------- | ----------------------------------- | -------- | -------- |
|            | Alianza Popular (Androniquistas)    | 8        | Nuevo    |
|            | Movimiento al Socialismo (Arcistas) | 7        | 14       |
|            | EVO Pueblo (Evistas)                | 6        | Nuevo    |
|            | Libre (FRI)                         | 5        | Nuevo    |
|            | Unidad (Creemos)                    | 5        | Nuevo    |
|            | Comunidad Ciudadana                 | 3        | 8        |
|            | Partido Demócrata Cristiano         | 1        | 1        |
|            | Independiente                       | 1        | 1        |
| Total      | Total                               | 36       | 36       |

### Miembros del Senado
| Dpto.      | Retrato            | Senador                           | Partido o curul | Partido o curul          | Bancada                | Bancada                | Mandato                | Mandato     | Ref.          |
| Dpto.      | Retrato            | Senador                           | Partido o curul | Partido o curul          | Bancada                | Bancada                | Inicio                 | Fin         | Ref.          |
| ---------- | ------------------ | --------------------------------- | --------------- | ------------------------ | ---------------------- | ---------------------- | ---------------------- | ----------- | ------------- |
| Chuquisaca |                    | Roberto Padilla Bedoya            |                 | Movimiento al Socialismo |                        | EVO Pueblo             | 3 de noviembre de 2020 | En el cargo | [ 2 ]         |
| Chuquisaca |                    | Trinidad Rocha Robles             |                 | Movimiento al Socialismo | MAS-IPSP (ala arcista) | [ 3 ]                  | 3 de noviembre de 2020 | En el cargo |               |
| Chuquisaca |                    | Silvia Gilma Salame Farjat        |                 | Comunidad Ciudadana      |                        | Ind. (2023-2025)       | 3 de noviembre de 2020 | En el cargo | [ 4 ]         |
| Chuquisaca |                    | Santiago Ticona Yupari            |                 | Comunidad Ciudadana      | Libre-FRI              | [ 5 ]                  | 3 de noviembre de 2020 | En el cargo |               |
| La Paz     |                    | Virginia Velasco Condori          |                 | Movimiento al Socialismo |                        | MAS-IPSP (ala arcista) | 3 de noviembre de 2020 | En el cargo | [ 6 ]         |
| La Paz     |                    | Felix Ajpi Ajpi                   |                 | Movimiento al Socialismo | Alianza Popular        | [ 7 ]                  | 3 de noviembre de 2020 | En el cargo |               |
| La Paz     |                    | Simona Quispe Apaza               |                 | Movimiento al Socialismo | EVO Pueblo             | [ 8 ]                  | 3 de noviembre de 2020 | En el cargo |               |
| La Paz     |                    | Cecilia Isabel Requena Zárate     |                 | Comunidad Ciudadana      |                        | Unidad                 | 3 de noviembre de 2020 | En el cargo | [ 9 ]         |
| Cochabamba |                    | Leonardo Loza                     |                 | Movimiento al Socialismo |                        | EVO Pueblo             | 3 de noviembre de 2020 | En el cargo | [ 10 ]        |
| Cochabamba |                    | Maria Patricia Arce Guzmán        |                 | Movimiento al Socialismo | Alianza Popular        | [ 11 ]                 | 3 de noviembre de 2020 | En el cargo |               |
| Cochabamba |                    | Andrónico Rodríguez Ledezma       | [ 12 ]          | Movimiento al Socialismo | Alianza Popular        |                        | 3 de noviembre de 2020 | En el cargo |               |
| Cochabamba |                    | Andrea Bruna Barrientos Sahonero  |                 | Comunidad Ciudadana      |                        | Unidad                 | 3 de noviembre de 2020 | En el cargo | [ 13 ]        |
| Oruro      |                    | Miguel Pérez Sandoval             |                 | Movimiento al Socialismo |                        | EVO Pueblo             | 3 de noviembre de 2020 | En el cargo | [ 14 ]        |
| Oruro      |                    | Lindaura Rasguido Mejía           |                 | Movimiento al Socialismo | Alianza Popular        | [ 15 ]                 | 3 de noviembre de 2020 | En el cargo |               |
| Oruro      |                    | Rubén Gutiérrez Carrizo           |                 | Movimiento al Socialismo | MAS-IPSP (ala arcista) | [ 16 ]                 | 3 de noviembre de 2020 | En el cargo |               |
| Oruro      |                    | Maria Vania Rocha Muñoz           |                 | Comunidad Ciudadana      |                        | CC                     | 3 de noviembre de 2020 | En el cargo |               |
| Potosí     |                    | Hilarión Mamani Navarro           |                 | Movimiento al Socialismo |                        | Alianza Popular        | 3 de noviembre de 2020 | En el cargo | [ 17 ]        |
| Potosí     |                    | Ana María Castillo Negrette       |                 | Movimiento al Socialismo | MAS-IPSP (ala arcista) | [ 18 ]                 | 3 de noviembre de 2020 | En el cargo |               |
| Potosí     |                    | Pedro Benjamín Vargas Fernández   |                 | Movimiento al Socialismo | Alianza Popular        | [ 19 ] [ 20 ]          | 3 de noviembre de 2020 | En el cargo |               |
| Potosí     |                    | Daly Cristina Santa María Aguirre |                 | Comunidad Ciudadana      |                        | Libre-FRI              | 3 de noviembre de 2020 | En el cargo | [ 21 ]        |
| Tarija     |                    | Rodrigo Paz Pereira               |                 | Comunidad Ciudadana      | PG                     | [ 22 ]                 | 3 de noviembre de 2020 | En el cargo |               |
| Tarija     | PDC (desde 2025)   | Rodrigo Paz Pereira               |                 | Comunidad Ciudadana      |                        | [ 22 ]                 | 3 de noviembre de 2020 | En el cargo |               |
| Tarija     |                    | Nelly Verónica Gallo Soruco       |                 | Comunidad Ciudadana      | Libre-FRI              | [ 21 ]                 | 3 de noviembre de 2020 | En el cargo |               |
| Tarija     |                    | Gladys Valentina Alarcón Farfán   |                 | Movimiento al Socialismo |                        | Alianza Popular        | 3 de noviembre de 2020 | En el cargo | [ 23 ]        |
| Tarija     |                    | Miguel Ángel Rejas Vargas         | [ 23 ]          | Movimiento al Socialismo |                        | Alianza Popular        | 3 de noviembre de 2020 | En el cargo |               |
| Santa Cruz |                    | Centa Lothy Rek López             |                 | Creemos                  |                        | NPC                    | 3 de noviembre de 2020 | En el cargo | [ 24 ] [ 25 ] |
| Santa Cruz | Libre (desde 2025) | Centa Lothy Rek López             |                 | Creemos                  |                        |                        | 3 de noviembre de 2020 | En el cargo | [ 24 ] [ 25 ] |
| Santa Cruz |                    | Henry Omar Montero Mendoza        |                 | Creemos                  | Unidad-Creemos         | [ 26 ]                 | 3 de noviembre de 2020 | En el cargo |               |
| Santa Cruz |                    | Soledad Flores Velásquez          |                 | Movimiento al Socialismo |                        | MAS-IPSP (ala arcista) | 3 de noviembre de 2020 | En el cargo | [ 27 ]        |
| Santa Cruz |                    | Isidoro Quispe Huanca             |                 | Movimiento al Socialismo | EVO Pueblo             | [ 28 ]                 | 3 de noviembre de 2020 | En el cargo |               |
| Beni       |                    | Cecilia Moyoviri Moye             |                 | Comunidad Ciudadana      |                        | CC                     | 3 de noviembre de 2020 | En el cargo |               |
| Beni       |                    | Walter Jesús Justiniano Martínez  |                 | Comunidad Ciudadana      | Unidad                 | [ 29 ]                 | 3 de noviembre de 2020 | En el cargo |               |
| Beni       |                    | María Roxana "Suka" Nacif Barboza |                 | Movimiento al Socialismo |                        | MAS-IPSP (ala arcista) | 3 de noviembre de 2020 | En el cargo | [ 30 ]        |
| Beni       |                    | Claudia Elena Égüez Algarañaz     |                 | Creemos                  |                        | Unidad-Creemos         | 3 de noviembre de 2020 | En el cargo | [ 31 ]        |
| Pando      |                    | Eva Luz Humerez Alvez             |                 | Movimiento al Socialismo |                        | MAS-IPSP (ala arcista) | 3 de noviembre de 2020 | En el cargo | [ 32 ]        |
| Pando      |                    | Luis Adolfo Flores Roberts        |                 | Movimiento al Socialismo | EVO Pueblo             | [ 33 ]                 | 3 de noviembre de 2020 | En el cargo |               |
| Pando      |                    | Julio Diego Romaña Galindo        |                 | Creemos                  |                        | Libre                  | 3 de noviembre de 2020 | En el cargo | [ 34 ]        |
| Pando      |                    | Corina Ferreira Domínguez         |                 | Comunidad Ciudadana      |                        | Unidad (2024-2025)     | 3 de noviembre de 2020 | En el cargo | [ 35 ]        |
| Pando      | CC                 | Corina Ferreira Domínguez         |                 | Comunidad Ciudadana      |                        |                        | 3 de noviembre de 2020 | En el cargo | [ 35 ]        |

## Comisiones

### Comisiones permanentes
La cámara alta de Bolivia cuenta con diez Comisiones y veinte Comités permanentes, las mismas que están definidas en la Constitución de dicho país. 
| Nº | Comisión                                                              | Presidente                              | Integrantes |
| 1  | Constitución, Derechos Humanos, Legislación y Sistema Electoral       | Miguel Ángel Rejas Vargas (MAS)         |             |
| 2  | Justicia Plural, Ministerio Público y Defensa del Estado              | Roberto Padilla Bedoya (MAS)            |             |
| 3  | Seguridad del Estado, Fuerzas Armadas y Policía Boliviana             | Leonardo Loza (MAS)                     |             |
| 4  | Organización Territorial del Estado y Autonomías                      | Claudia Elena Egüés Algarañaz (Creemos) |             |
| 5  | Planificación, Política Económica y Finanzas                          | Isidoro Quispe Huanca (MAS)             |             |
| 6  | Economía Plural, Producción, Industria e Industrialización            | Miguel Pérez Sandoval (MAS)             |             |
| 7  | Naciones y Pueblos Indígena Originario Campesinos e Interculturalidad | Cecilia Moyuviri Moye (CC)              |             |
| 8  | Política Social, Educación y Salud                                    | María Vania Rocha Muñoz (CC)            |             |
| 9  | Política Internacional                                                | Félix Ajpi Ajpi (MAS)                   |             |
| 10 | Tierra y Territorio, Recursos Naturales y Medio Ambiente              | Walter Jesús Justiniano Martínez (CC)   |             |

### Comisiones especiales
| Nº | Comisión                                         | Presidente                                     | Integrantes |
| 1  | Especial y Permanente de Participación Ciudadana | Gladys Valentina Alarcón Farfán de Ayala (MAS) |             |
| 2  | Ética y Transparencia                            | María Patricia Arce Guzmán (MAS)               |             |